# سيرجيو بيرميغو
سيرجيو بيرميغو (بالإسبانية: Sergio Bermejo Lillo)‏ هو لاعب كرة قدم إسباني في مركز الوسط، ولد في 17 أغسطس 1997 في مدريد في إسبانيا. لعب مع سيلتا فيغو.

## وصلات خارجية
- سيرجيو بيرميغو على موقع قاعدة بيانات كرة القدم.إي يو (الإنجليزية)
- سيرجيو بيرميغو على موقع Soccerway.com (الإنجليزية)